# كمرسبز (تايباد)
کمرسبز هي إحدى القرى التابعة لـ ريف باخرز في قسم باخرز من مقاطعة تايباد، في محافظة خراسان رضوي الإيرانية.

## السكان
- حسب إحصاءات سنة 2006، بلغ إجمالي السكان في هاذهي القرية الإيرانية 179 نسمة وعدد المساكن 44 مسكن.[2]

## وصلات خارجية
- إدارة مقاطعة تايباد نسخة محفوظة 14 أبريل 2013 على موقع واي باك مشين.
- بلدية تايباد
- إدارة تعليم تايباد نسخة محفوظة 5 أبريل 2013 على موقع واي باك مشين.